# Genesio (ciudad)
Genesio (en griego antiguo: Γενέσιον) es el nombre de una ciudad griega antigua de Argólide, situada al sur de Lerna, junto al mar, donde Pausanias ubicaba un pequeño santuario de Poseidón. En otro pasaje, Pausanias llama al lugar Genetlio y dice que de allí brotaba una fuente de agua dulce llamada Dine donde los argivos arrojaban caballos adornados en honor a Poseidón.
Esteban de Bizancio le otorga el estatus de polis.